# Виборчий округ 23
Виборчий округ 23 — виборчий округ у Волинській області. В сучасному вигляді був утворений 28 квітня 2012 постановою ЦВК №82 (до цього моменту існувала інша система виборчих округів). Окружна виборча комісія цього округу розташовується в Маневицькому районному будинку культури (2-й поверх) за адресою смт. Маневичі, вул. Некрасова, 5.
До складу округу входять Камінь-Каширський, Ківерцівський, Любешівський і Маневицький райони. Виборчий округ 23 межує з округом 155 на північному сході, з округом 156 на сході, з округом 153 на південному сході, з округом 154 на півдні, з округом 20 і округом 22 на південному заході, з округом 21 на північному заході та обмежений державним кордоном з Білоруссю на півночі. Виборчий округ №23 складається з виборчих дільниць під номерами 070206-070320, 070322-070335, 070337-070342, 070545-070588, 070654-070731, 071127 та 071129.

## Народні депутати від округу
| Ім'я                            | Фото | Партія         | Скликання | Дата набуття повноважень | Дата припинення повноважень |
| ------------------------------- | ---- | -------------- | --------- | ------------------------ | --------------------------- |
| Єремеєв Ігор Миронович          |      | самовисуванець | 7-ме      | 12 грудня 2012           | 27 листопада 2014           |
| Єремеєв Ігор Миронович          |      | самовисуванець | 8-ме      | 27 листопада 2014        | 13 серпня 2015 (помер)      |
| Констанкевич Ірина Мирославівна |      | самовисуванець | 8-ме      | 6 вересня 2016           | 29 серпня 2019              |
| Констанкевич Ірина Мирославівна |      | самовисуванець | 9-те      | 29 серпня 2019           |                             |

## Результати виборів

### Парламентські

#### 2019
Кандидати-мажоритарники:
- Констанкевич Ірина Мирославівна (самовисування)
- Приймачук Максим Петрович (Слуга народу)
- Пирожик Олександр Веніамінович (Свобода)
- Сковорода Юрій Ігорович (Європейська Солідарність)
- Бойко Тарас Григорович (Рідне місто)
- Махортов Дмитро Юрійович (самовисування)
- Оласюк Іван Вікторович (Опозиційна платформа — За життя)
- Роганов Ігор Юрійович (Разом сила)

#### Довибори 2016
Одномандатний мажоритарний округ:

Кандидати-мажоритарники:
- Констанкевич Ірина Мирославівна (УКРОП)
- Кирда Людмила Федорівна (Батьківщина)
- Була Сергій Володимирович (Радикальна партія)
- Веніславський Федір Володимирович (самовисування)
- Кулачек Юрій Миколайович (Блок Петра Порошенка)
- Пирожик Олександр Веніамінович (Свобода)
- Вовк Іван Іванович (самовисування)
- Балицька Любов Антонівна (самовисування)
- Рицко Ігор Йосипович (самовисування)
- Лишневець Тетяна Петрівна (Народний контроль)
- Германюк Наталія Арсентіївна (самовисування)
- Кононович Олександр Адамович (самовисування)
- Богун Максим Валерійович (самовисування)
- Демчук Володимир Григорович (Україна славетна)
- Зирянова Ольга Леонідівна (Солідарність жінок України)
- Клопотовський Віталій Павлович (самовисування)
- Малькова Валентина Миколаївна (самовисування)
- Орел Олександр Миколайович (самовисування)

#### 2014
Кандидати-мажоритарники:
- Єремеєв Ігор Миронович (самовисування)
- Кирда Людмила Федорівна (Батьківщина)
- Веніславський Федір Володимирович (самовисування)
- Ляшко Роман Сергійович (Радикальна партія)
- Савчук Олександр Іванович (самовисування)
- Байцим Василь Федорович (Партія зелених України)
- Дмитрук Юрій Олександрович (Комуністична партія України)
- Кулачек Юрій Миколайович (самовисування)
- Ткач Сергій Васильович (Блок лівих сил України)
- Забокрицький Павло Сергійович (самовисування)
- Савич Дмитро Миколайович (самовисування)
- Мєдвєдєв Анатолій Олександрович (самовисування)

#### 2012
Кандидати-мажоритарники:
- Єремеєв Ігор Миронович (самовисування)
- Грицюк Анатолій Петрович (Батьківщина)
- Бущик Петро Григорович (Комуністична партія України)
- Грицюк Андрій Іванович (самовисування)
- Лондар Олексій Сергійович (Українська народна партія)
- Розтока Андрій Вячеславович (УДАР)
- Козік Ігор Петрович (Патріотична партія України)
- Кононенко Дмитро Євгенович (Партія регіонів)
- Олешко Петро Степанович (самовисування)
- Прохоренко Володимир Анатолійович (Рідна Вітчизна)

## Явка
Явка виборців на окрузі: